# 紀元前36世紀

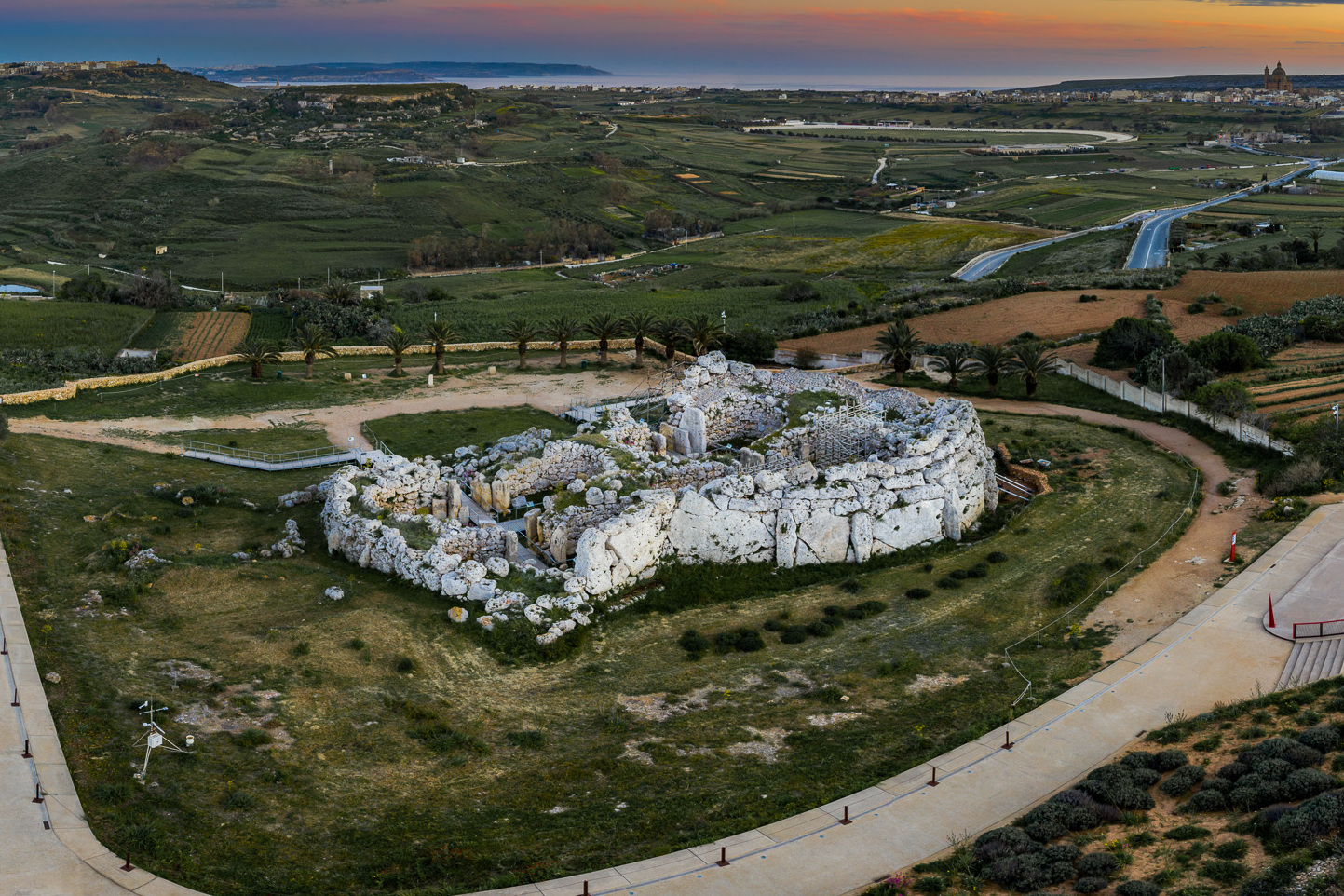
ジュガンティーヤ寺院

紀元前36世紀（きげんぜんさんじゅうろくせいき）は、西暦による紀元前3600年から紀元前3501年までの100年間を指す世紀。

## 出来事
- シュメール文明。
- マルタ島の神殿遺跡。
  - ジュガンティーヤ神殿。
  - イムナイドラ（英語版）神殿。
- コロンビアカケタ県で最初の洞窟画。
- ヤムナ文化がドナウ川とウラル山脈の間の地域に成立する。
  - ヴォルガ川周辺のクヴァリンスク文化とドニエプル川からドン川周辺にあったスレドニ・ストグ文化が発展したものと考えられている。
  - インド・ヨーロッパ祖語の起源を黒海周辺に求めるクルガン仮説ではヤムナ文化はクルガンIV期に位置づけられる。
- カザフスタンのボタイ文化（英語版）で馬の飼育が始まる。

## 発明・発見
- スズの利用（銅との合金として）